# Технічна нагорода Премії мистецтв Пексан (телебачення)
Технічна нагорода Премії мистецтв Пексан (телебачення) (кор. 백상예술대상 TV부문 예술상) — нагорода, яка щорічно вручається як частина Премії мистецтв Пексан, яка проводиться JTBC та Ilgan Sports, що є афіліатом JoongAng Ilbo. Вручення переважно проходять у другому кварталі року. Спочатку нагорода вручалася з 1985 по 1998 під назвою «Технічна нагорода» (кор. 기술상), а у 2018 році вручення нагороди було відновлено, але під назвою «Мистецька нагорода» (кор. 예술상).

## Номінанти та переможці
| Переможець нагороди | Позначає переможця |

### 1980-ті
| Рік          | Переможець                                            | Програма                                                                 | Мовою оригіналу                   | Мережа | Прим. |
| ------------ | ----------------------------------------------------- | ------------------------------------------------------------------------ | --------------------------------- | ------ | ----- |
| 1985 (21-ша) | Загальний відділ KBS зі створення спеціальних програм | «Спеціальна програма про приїзд Івана Павла II до Кореї» і її трансляція | 교황 바오로 2세 방한 특집 및 중계 | KBS    | Пер.  |
| 1986 (22-га) | Технічні, знімальні та художні команди MBC            | «500 років Чосону: Японсько-корейська війна»                             | 조선왕조 오백년 — 임진왜란        | MBC    | Пер.  |
| 1987 (23-тя) | Технічна команда KBS                                  | Забезпечення «Міжнародної трансляція Азійських ігор»                     | 아시안게임 국제신호 제작          | KBS    | Пер.  |
| 1988 (24-та) | Лі Пом Хі (композиторська робота)                     | «Пане, ось ваш суп»                                                      | 국물 있사옵니다                   | MBC    | Пер.  |
| 1989 (25-та) | Сін Мьон Сік (операторська робота)                    | «Таємниці павуків»                                                       | 거미의 신비                       | MBC    | Пер.  |

### 1990-ті
| Рік          | Переможець і номінанти                         | Програма                                                                                    | Мовою оригіналу                     | Мережа | Прим.     |
| ------------ | ---------------------------------------------- | ------------------------------------------------------------------------------------------- | ----------------------------------- | ------ | --------- |
| 1990 (26-та) | Ю Йон Джо (операторська робота)                | «Чірісан»                                                                                   | 지리산                              | MBC    | Пер.      |
| 1991 (27-ма) | Лі Сан Су (монтаж)                             | «Корейська війна»                                                                           | 한국전쟁                            | KBS    | Пер.      |
| 1992 (28-ма) | Чо Су Хьон (операторська робота)               | «Очі світанку»                                                                              | 여명의 눈동자                       | MBC    | Пер.      |
| 1993 (29-та) | Чха Ок Джін (монтаж)                           | «Жінка мого чоловіка»                                                                       | 남편의 여자                         | KBS    | Пер.      |
| 1994 (30-та) | Лі Сок У (робота артдиректора)                 | «Світанок»                                                                                  | 먼동                                | KBS    | Пер.      |
| 1995 (31-ша) | Відео технічна команда MBC                     | Мінісеріал «М»                                                                              | 미니시리즈 «M»                      | MBC    | Пер.      |
| 1996 (32-та) | Хам Чхан Ґі (операторська робота)              | «Джаз»                                                                                      | 째즈                                | SBS    | Пер.      |
| 1997 (33-та) | Спеціальна відео виробнича команда KBS         | Відновлене відео «Храм Хванрьон»                                                            | 영상복원 황룡사                     | KBS    | Пер.      |
| 1998 (34-та) | Команда костюмерів KBS (костюми)               | «Сльози дракона»                                                                            | 용의 눈물                           | KBS    | Ном. Пер. |
| 1998 (34-та) | Художня команда SBS (робота артдиректора)      | «Братерська річка»                                                                          | 형제의 강                           | SBS    | Ном. Пер. |
| 1998 (34-та) | Операторська команда SBS (операторська робота) | «Ґрунт»                                                                                     | 흙                                  | SBS    | Ном. Пер. |
| 1998 (34-та) | Відеопідрозділ KBS (відео робота)              | Недільна спеціальна програма «30 мільярднолітня таємниця народження корейського півострова» | 일요스페셜 한반도탄생 30억년의 비밀 | KBS    | Ном. Пер. |

### 2010-ті
| Рік          | Переможець і номінанти                   | Програма                       | Мовою оригіналу          | Мережа | Прим.     |
| ------------ | ---------------------------------------- | ------------------------------ | ------------------------ | ------ | --------- |
| 2018 (54-та) | Чхве Сон У (операторська робота)         | «Піша подорож»                 | 순례                     | KBS    | Ном. Пер. |
| 2018 (54-та) | Юн Сан Юн (робота артдиректора)          | «Кухня Юн 2»                   | 윤식당2                  | tvN    | Ном. Пер. |
| 2018 (54-та) | Пак Сон (операторська робота)            | «Боротьба за свій шлях»        | 쌈 마이웨이              | KBS    | Ном. Пер. |
| 2018 (54-та) | Ім Хьон Ґі (музика)                      | «Король замаскованих співаків» | 미스터리 음악쇼 복면가왕 | MBC    | Ном. Пер. |
| 2018 (54-та) | Чан Чон Ґьон (операторська робота)       | «Туманний»                     | 미스티                   | JTBC   | Ном. Пер. |
| 2019 (55-та) | Пак Сон Джін (візуальні ефекти)          | «Спогади про Альгамбру»        | 알함브라 궁전의 추억     | tvN    | Ном. Пер. |
| 2019 (55-та) | Кім Йон, Чон Чун У (операторська робота) | «Травень, Початки цивілізації» | 5원소, 문명의 기원       | EBS    | Ном. Пер. |
| 2019 (55-та) | Кім Со Йон (робота артдиректора)         | «Містер Саншайн»               | 미스터 션샤인            | tvN    | Ном. Пер. |
| 2019 (55-та) | О Че Хон (операторська робота)           | «Замок SKY»                    | SKY 캐슬                 | JTBC   | Ном. Пер. |
| 2019 (55-та) | Лі Йон Соп (візуальні ефекти)            | «Містер Саншайн»               | 미스터 션샤인            | tvN    | Ном. Пер. |

### 2020-ті
| Рік          | Переможець і номінанти                                                    | Програма                                      | Мовою оригіналу                     | Мережа  | Прим.     |
| ------------ | ------------------------------------------------------------------------- | --------------------------------------------- | ----------------------------------- | ------- | --------- |
| 2020 (56-та) | Чан Йон Ук (робота артдиректора)                                          | «Велична втеча 3»                             | 대탈출3                             | tvN     | Ном. Пер. |
| 2020 (56-та) | Кім Нам Сік, Рю Кон Хі (візуальні ефекти)                                 | «Королівство 2»                               | 킹덤2                               | Netflix | Ном. Пер. |
| 2020 (56-та) | Кім Чі Су (робота артдиректора)                                           | «Ринок Пегас»                                 | 쌉니다 천리마마트                   | tvN     | Ном. Пер. |
| 2020 (56-та) | Пак Сон Іль (музика)                                                      | «Ітхевон клас»                                | 이태원 클라쓰 (드라마)              | JTBC    | Ном. Пер. |
| 2020 (56-та) | Пак Сі Йон (операторська робота)                                          | «Вікторина Ю у кварталі»                      | 유 퀴즈 온 더 블럭                  | tvN     | Ном. Пер. |
| 2021 (57-ма) | Чо Сан Ґьон (дизайн костюмів)                                             | «Нормально бути ненормальним»                 | 사이코지만 괜찮아                   | tvN     | Ном. Пер. |
| 2021 (57-ма) | Лі Пьон Джу (візуальні ефекти)                                            | «Милий дім»                                   | 스위트홈                            | Netflix | Ном. Пер. |
| 2021 (57-ма) | Чан Чон Ґьон (операторська робота)                                        | «Монстр: По той бік зла»                      | 괴물                                | JTBC    | Ном. Пер. |
| 2021 (57-ма) | Чхве Чон Юн (музика)                                                      | «Сцена легенд — Архів К»                      | 전설의 무대 아카이브K               | SBS     | Ном. Пер. |
| 2021 (57-ма) | Команда з візуальних ефектів Центру з дизайну MBC (віртуальна реальність) | «Документалка VR: Зустріч із людьми: 2 сезон» | VR 휴먼다큐멘터리 너를 만났다 시즌2 | MBC     | Ном. Пер. |
| 2022 (58-ма) | Чон Че Іль (музика)                                                       | «Гра в кальмара»                              | 오징어 게임                         | Netflix | Ном. Пер. |
| 2022 (58-ма) | Квон Тхе Ин (музика)                                                      | «Король замаскованих співаків»                | 복면가왕                            | MBC     | Ном. Пер. |
| 2022 (58-ма) | Квон Тхе Ин (музика)                                                      | «Заспівай знову: 2 сезон»                     | 싱어게인2                           | JTBC    | Ном. Пер. |
| 2022 (58-ма) | Квон Тхе Ин (музика)                                                      | «Пхунню»                                      | 풍류대장                            | JTBC    | Ном. Пер. |
| 2022 (58-ма) | Квон Тхе Ин (музика)                                                      | «Супергурт: 2 сезон»                          | 슈퍼밴드2                           | JTBC    | Ном. Пер. |
| 2022 (58-ма) | Кім Хва Йон (операторська робота)                                         | «Червоний рукав»                              | 옷소매 붉은 끝동                    | MBC     | Ном. Пер. |
| 2022 (58-ма) | Ом Йон Сік, Кім Та Хі (анімація)                                          | «Клітини мозку Юмі»                           | 유미의 세포들                       | tvN     | Ном. Пер. |
| 2022 (58-ма) | Чхе Кьон Сон (робота артдиректора)                                        | «Гра в кальмара»                              | 오징어 게임                         | Netflix | Ном. Пер. |
| 2023 (59-та) | Рю Сон Хі (робота артдиректора)                                           | «Малі жінки»                                  | 작은 아씨들                         | tvN     | Ном. Пер. |
| 2023 (59-та) | Но Йон Сім (музика)                                                       | «Надзвичайна юристка У»                       | 이상한 변호사 우영우                | ENA     | Ном. Пер. |
| 2023 (59-та) | Сон Нак Хун, Чо Чін Хьон, Хван Ін У (операторська робота)                 | «Inkigayo»                                    | 인기가요                            | SBS     | Ном. Пер. |
| 2023 (59-та) | Хан Чін Хє (візуальні ефекти)                                             | «Надзвичайна юристка У»                       | 이상한 변호사 우영우                | ENA     | Ном. Пер. |
| 2023 (59-та) | Чан Чон Ґьон (операторська робота)                                        | «Слава»                                       | 더 글로리                           | Netflix | Ном. Пер. |
| 2024 (60-та) | Кім Тонсік, Ім Ванхо (операторська робота)                                | «Кити та я»                                   | 고래와 나                           | SBS     | Ном. Пер. |
| 2024 (60-та) | Лі Соккин (дизайн костюмів)                                               | «Корьо-киданська війна»                       | 고려 거란 전쟁                      | KBS     | Ном. Пер. |
| 2024 (60-та) | Ян Хосам, Пак Чівон (робота артдиректора)                                 | «Злий дух»                                    | 악귀                                | SBS     | Ном. Пер. |
| 2024 (60-та) | Лі Сонґю (візуальні ефекти)                                               | «Переїзд»                                     | 무빙                                | Disney+ | Ном. Пер. |
| 2024 (60-та) | Ха Чіхі (робота артдиректора)                                             | «Битва за шлюб»                               | 혼례대첩                            | KBS     | Ном. Пер. |
| 2025 (61-ша) | Чан Йонґю (музика)                                                        | «Чонньон:Народження зірки»                    | 정년이                              | tvN     | Ном. Пер. |
| 2025 (61-ша) | Лі Йонджу (робота артдиректора)                                           | «Битва кулінарних класів»                     | 흑백요리사: 요리 계급 전쟁          | Netflix | Ном. Пер. |
| 2025 (61-ша) | Лі Джінсок, Лі Докхун (операторська робота)                               | «Сумнів»                                      | 이토록 친밀한 배신자                | MBC     | Ном. Пер. |
| 2025 (61-ша) | Чо Донхьок (трюки)                                                        | «Навчальна група»                             | 스터디그룹                          | TVING   | Ном. Пер. |
| 2025 (61-ша) | Хон Джонхо, Лі Синдже, Кім Деджун, Кім Джонмін (візуальні ефекти)         | «Поклик пекла 2»                              | 지옥 시즌2                          | Netflix | Ном. Пер. |

## Виноски
1. ↑  Точно невідомо, хто отримав нагороду тому зазначено як «Художня команда SBS».
2. ↑  Точно невідомо, хто отримав нагороду тому зазначено як «Операторська команда SBS».
3. ↑  Точно невідомо, хто отримав нагороду тому зазначено як «Відеопідрозділ KBS».